# باسكال بيديمونتي
باسكال بيديمونتي (بالفرنسية: Pascal Pédemonte)‏ (27 يناير 1980 في ليون) لاعب كرة قدم فرنسي يلعب حاليا لصالح نادي الدرجة الوطنية كالايس الفرنسي في خط الدفاع .

## وصلات خارجية
- باسكال بيديمونتي على موقع رابطة كرة القدم الفرنسية للمحترفين (الإنجليزية)
- باسكال بيديمونتي على موقع قاعدة بيانات كرة القدم.إي يو (الإنجليزية)
- باسكال بيديمونتي على موقع Soccerway.com (الإنجليزية)
- باسكال بيديمونتي على موقع عالم كرة القدم.نت (الإنجليزية)
- باسكال بيديمونتي على موقع GSA (الإنجليزية)